# Деуайн, Майк
Ричард Майкл «Майк» Деуайн (англ. Richard Michael "Mike" DeWine; род. 5 января 1947, Спрингфилд, штат Огайо) — американский политический и государственный деятель, губернатор Огайо с 2019 года. Ранее Член Палаты представителей США (1983—1991), вице-губернатор Огайо (1991—1994), сенатор США от штата Огайо (1995—2007), генеральный прокурор Огайо (2011—2019). Член республиканской партии.

## Биография
Ричард Майкл Деуайн получил степень бакалавра наук в области образования в Университете Майами в Огайо в 1969 году.
В 1983—1991 годах был членом Палаты представителей США от штата Огайо. В 1991—1994 годах был вице-губернатором штата Огайо.
8 ноября 2022 года был переизбран на второй срок, победив на губернаторских выборах кандидата от демократов Нэн Уэйли с 62 % голосов.